# ایزوگام

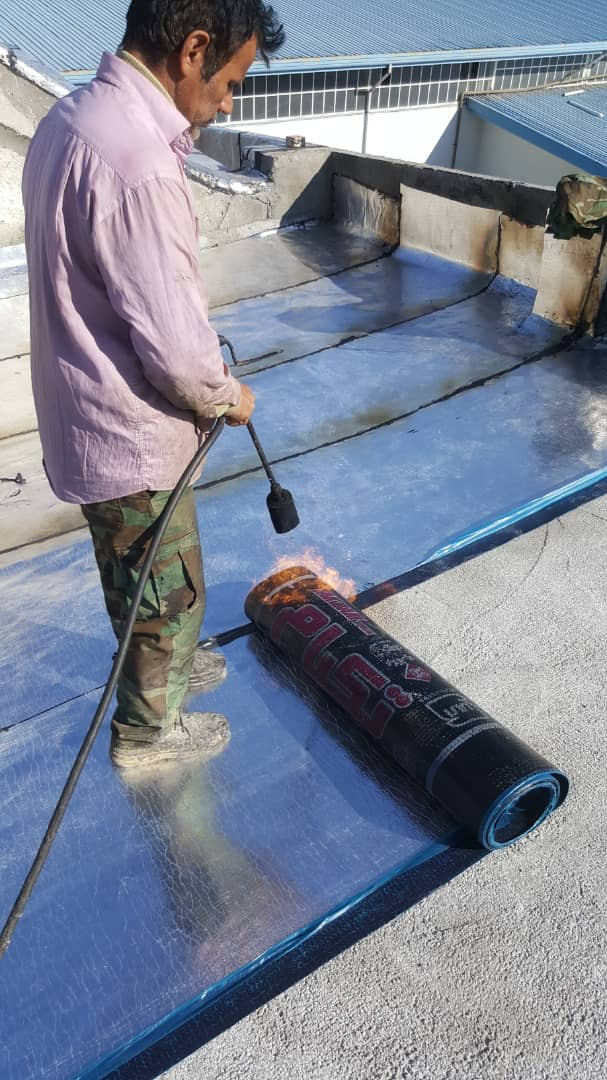
نصب ایزوگام در پشت‌بام

ایزوگام نوعی عایق رطوبتی پیش ساخته است. محصولی دو لایه از تیشو الیاف شیشه و پلی استر که توسط قیر تقویت شده با پلیمرها پوشیده شده است. ایزوگام به منظور آب بندی قسمت‌های مختلف سازه‌های ساختمانی و تأسیساتی به کار گرفته می‌شود. استفاده از این بستر پلیمری به منظور آب‌بندی ساختمان اولین بار در کشور ایتالیا انجام گرفته و خطوط تولید آن در ایران الگو برداری شده است. امروزه ایزوگام بعنوان یک محصول کاملاً بومی در اختیار مصرف‌کنندگان ایرانی قرار می‌گیرد. درواقع ایزوگام، نام تجاری نوعی عایق آماده (پیش ساخته) ضدآب برای پوشاندن پشت بام، سرویسهای بهداشتی، پی ساختمان، دیواره‌های بیرونی، استخر و مانند آن است که مانند پوششی برای جلوگیری از نفوذ نم و رطوبت عمل می‌کند. آنچه مشخص است ایزوگام دارای ریشه لاتین (ریشه پارسی برای آن نمی‌توان یافت) متشکل از دو بخش ایزو و گام می‌باشد. ایزو یا iso در اصل کلمه ای با ریشه فرانسوی مخفف isole هست که در انگلیسی isolate به کار برده می‌شود و به معنی جدا کردن یا عایق دار کردن است. گام یا gam نیز به معنی گردآوری و جمع کردن است.

## پیشینه
عایق بندی رطوبتی ساختمان‌ها که تا چهل سال گذشته به صورت سنتی، با آسفالت و قیر گونی انجام می‌گرفت با پیدایش عایق‌های رطوبتی و مزیت‌های این نوع عایق‌ها به تدریج جای خود را به این عایق‌ها دادند.
امروزه در بیش‌تر ساختمان‌ها چه در مرحلهٔ پی و فونداسیون و چه در ایزولاسیون دیوارها، سرویس‌ها و پشت بام، ایزولاسیون با لایه عایق رطوبتی ایزوگام انجام می‌گردد. برای آن که دقیقتر بدانیم ایزوگام چیست باید تاریخچه آن را مرور کنیم. حفاظت از سکونت گاه در برابر رطوبت از همان ابتدای روبرو شدن انسان با پدیده بارندگی اولویت بوده است. بشر مجبور بوده برای جلوگیری از بوی نامطبوع و حشره، محل زندگی خود را در مقابل رطوبت محافظت کند.
در گزارش‌ها باستان‌شناسی از بقایای سکونت گاه‌های کشف شده نشانه‌های زیادی وجود دارد. نشانه‌هایی که ثابت می‌کند انسان از ترکیب قیر معدنی با نوعی خاک رس (با دانه‌های ریز) بهره می‌گرفته است. آمیخته‌ای از قیر پخته شده و خاک رس جهت عایق بندی رطوبتی (waterproofing) و حتی به عنوان ملات به چشم می‌خورد. این نشانه‌ها مربوط به دوره ایلامی است.

## ایزوگام به انگلیسی
احتمال می‌رود ایزوگام در ابتدا یک نام خاص و ابداعی بوده است. اما طول زمان معنی عام به خود گرفته است، بنابراین نمی‌توان معادل دقیقی در زبان انگلیسی برای آن بکار برد. از میان مواردی که هم‌معنی ایزوگام به کار برده می‌شود، می‌توان به موارد زیر اشاره کرد:
Waterproof: به معنی ضدآب یا دافع آب یا Waterproofing به معنی ضدآب کردن. فرایندی که طی آن، یک جسم یا سطح، ضدآب و مقاوم در برابر آب گردد. هر دوی این اصطلاح‌ها بیشتر مصداق عایق رطوبتی می‌باشند و همان‌طور که گفته شد، عایق رطوبتی اصطلاحی کلی و گسترده بوده و ایزوگام تنها یکی از انواع آن می‌باشد که مخصوص ساختمان است؛ بنابراین استفاده از این اصطلاح نمی‌تواند معادل دقیق ایزوگم باشد. برای مثال waterproof backpack (کوله پشتی ضدآب)، waterproof shoes (کفش ضدآب) waterproof watch (ساعت ضدآب) و .. موارد استفاده از این اصطلاح هستند.
isolation: ایزولاسیون پایه معنی پوشاندن سطح پشت‌بام‌ها، دیوار و کف زمین می‌باشد که توسط یک یا چند لایه با استفاده از عایق‌ها صورت می‌گیرد تا از نفوذ رطوبت و آب به لایه زیرین جلوگیری کند. این اصطلاح نیز مترادف عایق رطوبتی بوده و نمی‌تواند معنی دقیقی برای ایزوگام باشد.

## چیستی و کاربرد

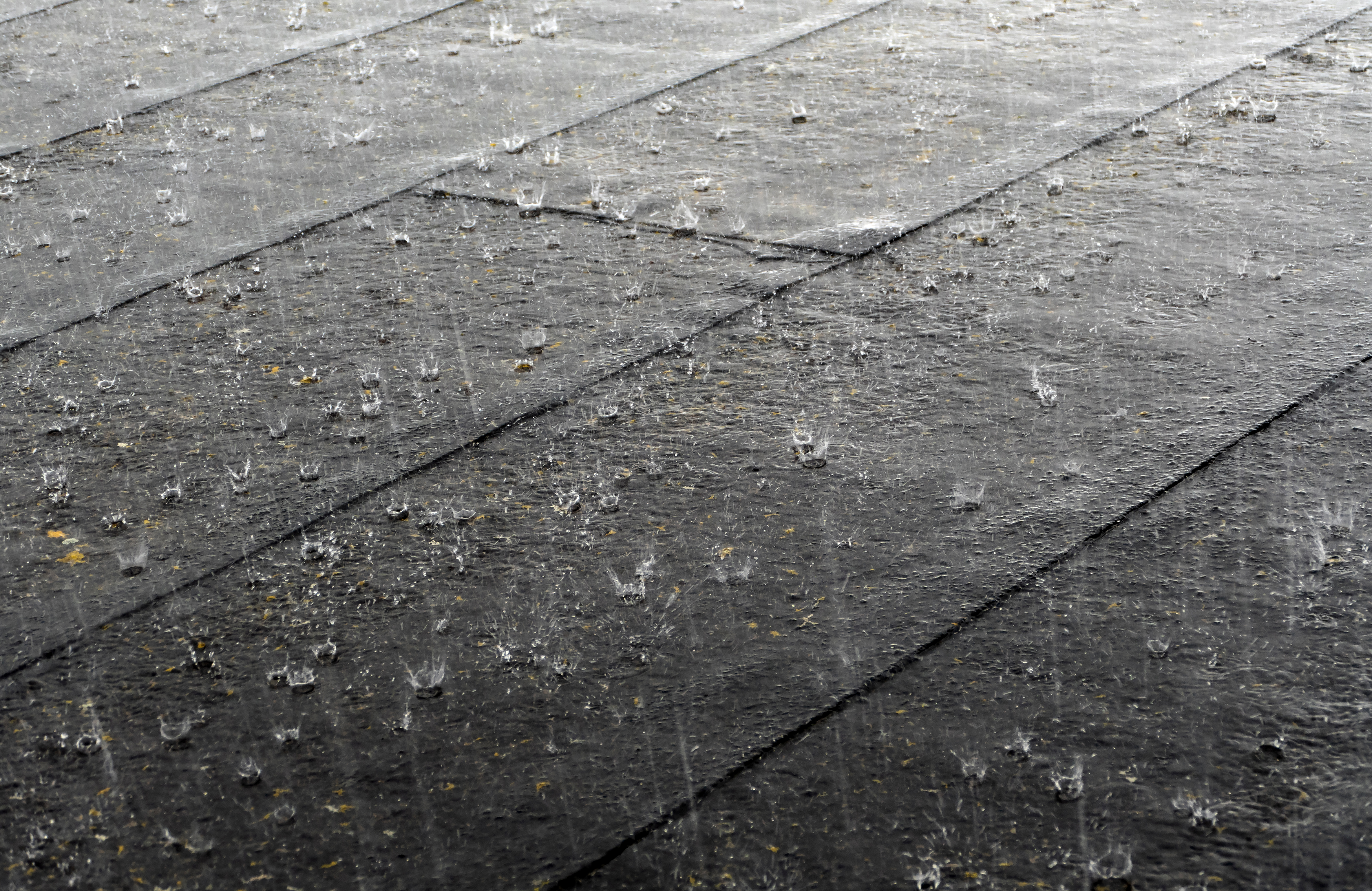
بارش باران بر روی ایزوگام

ایزوگام پوشش مقاومی از قیر و الیاف مصنوعی است که با گرما بر بستر بام چسبانده می‌شود و از نفوذ آب و رطوبت به محیط زیر خود جلوگیری می‌کند. عمر ایزوگام به‌طور میانگین ۱۰ سال است. عوامل تأثیر گذار بر قیمت ایزوگام، موارد متعددی هستند، شاید خیلی از افرادی که نیاز به ایزوگام منزل خود دارند، در پی این باشند که هزینه روز ایزوگام چگونه تعیین می‌شود. داشتن نشان استاندارد برای ایزوگام، وجود ضمانت نامه کتبی شرکت و بیمه نامه معتبر برای ایزوگام، آب و هوای منطقه ای که در آن سکونت دارید و مکانی که ایزوگام در آن مورد استفاده قرار می‌گیرد عواملی هستند که بر قیمت ایزوگام مؤثر است.
ایزوگام پدیده‌ای است صنعتی و متکی به دانش، آزمودگی (تجربه) و فناوری در راستای ایمن‌سازی سازه‌ها در برابر نم و رطوبت پیش آمده از بارش برف و باران. ایزوگام که گونه‌های گوناگونی دارد، پس از گذر از آزمون‌های گوناگون، در آزمایشگاه‌های کارخانه‌های فرآوری، ضریب پایداری‌اش را افزایش خواهند داد.

## لایه‌های تشکیل دهنده ایزوگام
لایه‌های گوناگون به ترتیب از رو به کف به شرح زیر می‌باشد:
- لایهٔ پلی‌اتیلن (polyethylene film) یا پودر معدنی(mineral powder) یا فویل آلومنیوم (aluminum foil)
- الیاف شیشه یا تیشو (tissue)
- لایه الیاف پلی‌استر (polyester)
- مواد افزودنی ویژه مانند قیر و پلیمر
- لایهٔ پلی‌اتیلن (polyethylene film)

## موارد کاربرد
ایزوگام به علت سبکی و مقاومت زیاد به تنهایی یک عایق رطوبتی کامل جهت موارد ذیل می‌باشد:
- پشت بام‌ها
- نمای ساختمان
- ایرانیت
- پی ساختمان
- استخرها
- مخازن آب
- تونل‌ها
- کانال‌های آبیاری
- سرویس‌های بهداشتی
- سردخانه‌ها
- سدها
- پل‌های هوایی
- باند فرودگاه
- پارکینگ‌های طبقاتی
- مرغداری‌ها
- لوله‌های آب گاز، نفت
- دامداری‌ها و غیره…